# Beclean (Bistrița-Năsăud)

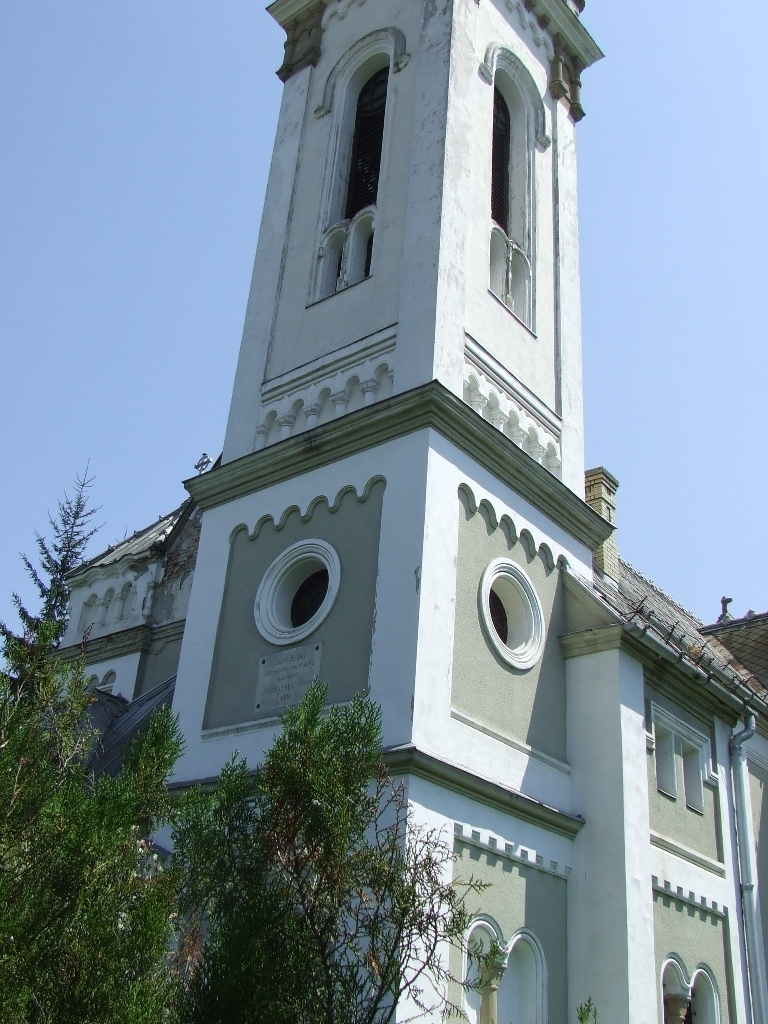
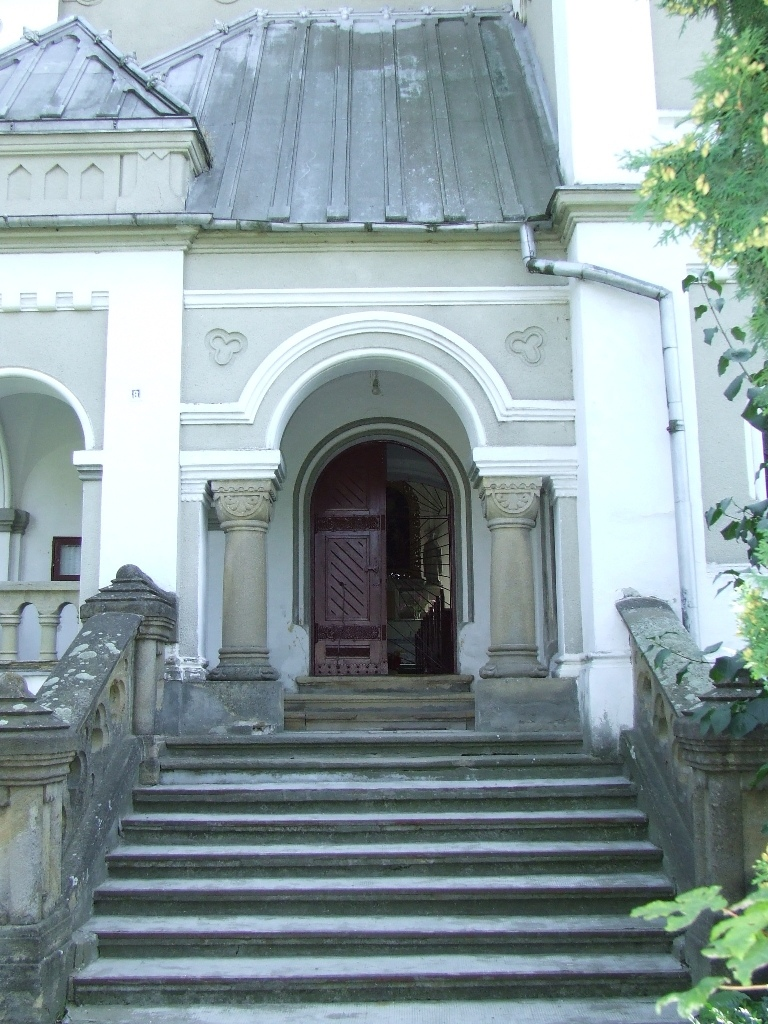

Beclean (in ungherese e in tedesco Bethlensdorf) è una città della Romania di 11369 abitanti, ubicata nel distretto di Bistrița-Năsăud, nella regione storica della Transilvania.
Fanno parte dell'area amministrativa della città anche le località di Coldău, Figa e Rusu de Jos.
Il fatto storico più importante avvenuto nei pressi di Beclean avvenne durante la rivoluzione della Transilvania, in particolare nel 1848, quando il generale Józef Bem ottenne un'importante vittoria sulle truppe austriache

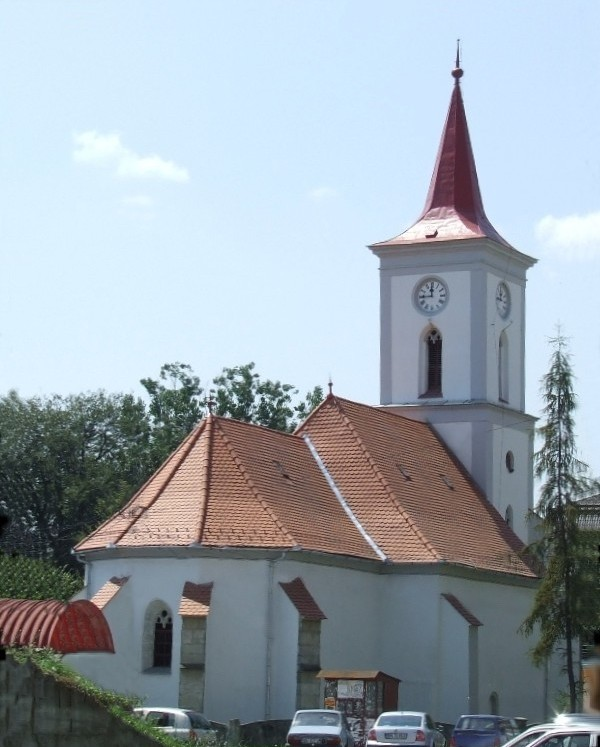
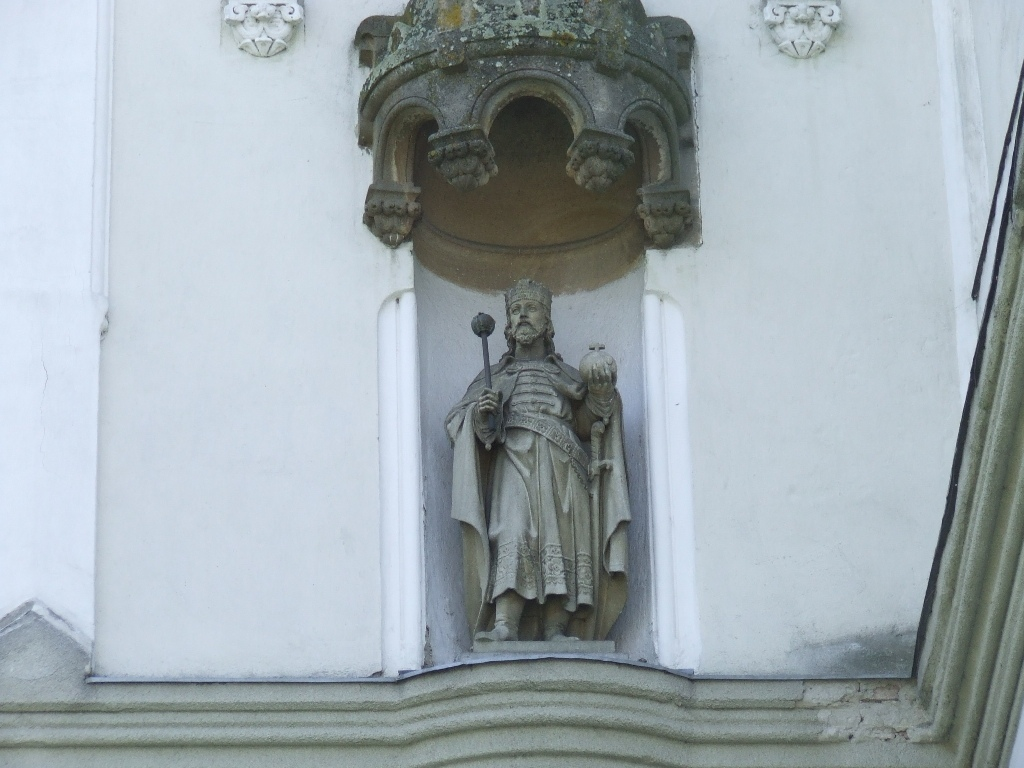
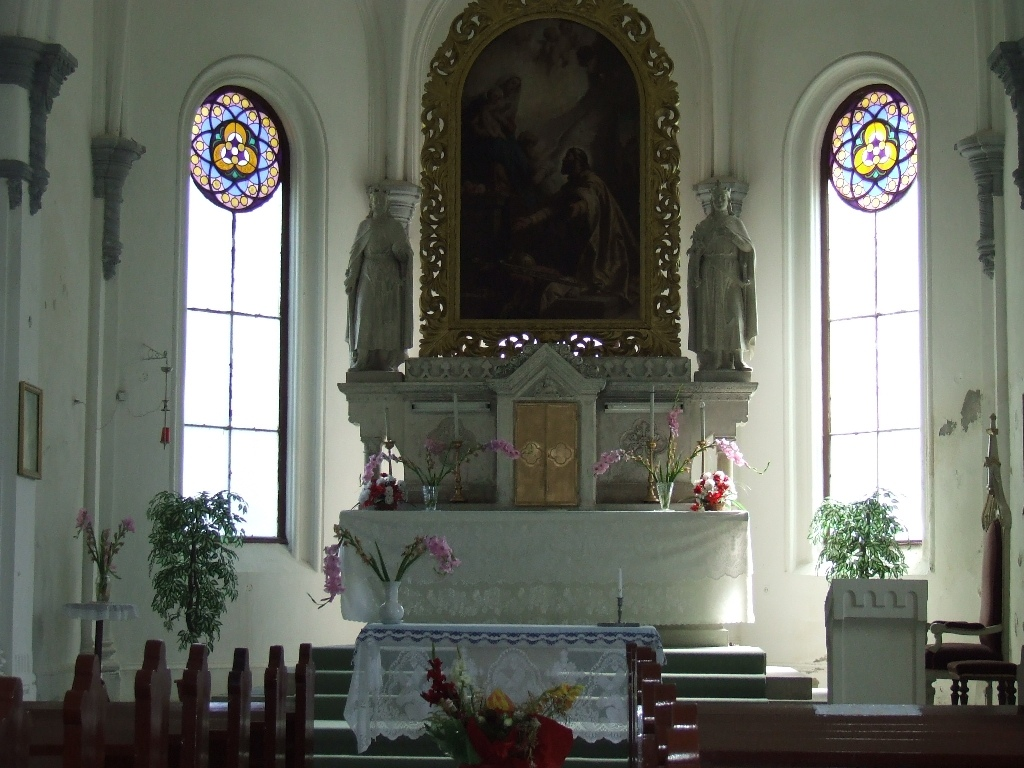